# 4069 Блакі
4069 Блакі (4069 Blakee) — астероїд головного поясу, відкритий 7 листопада 1978 року.
Тіссеранів параметр щодо Юпітера — 3,684.